# Indy Pro Series 2005
De Indy Lights 2005 was het twintigste kampioenschap van de Indy Lights.

## Teams en rijders
Alle teams reden met een Dallara IPS-chassis en met een 3.5 L Infiniti V8-motor.
| Team                             | Nr | Rijder            | Sponsor(s)                                                                                         | Opmerkingen                                                                                  |
| -------------------------------- | -- | ----------------- | -------------------------------------------------------------------------------------------------- | -------------------------------------------------------------------------------------------- |
| Sam Schmidt Motorsports          | 1  | Jaime Camara      | CELG                                                                                               |                                                                                              |
| Sam Schmidt Motorsports          | 7  | Travis Gregg      | Lucas Oil Products                                                                                 |                                                                                              |
| Sam Schmidt Motorsports          | 8  | Sarah McCune      | | Reed alleen in Chicago                                                                       |
| Sam Schmidt Motorsports          | 11 | Scott Mayer       | ABC Supply Company                                                                                 | Reed in Phoenix, Milwaukee, Sonoma en Chicago                                                |
| Sam Schmidt Motorsports          | 11 | Tom Wood          | Atlas Signs - Indy / Infiniti Financial                                                            | Reed alleen in Indianapolis                                                                  |
| Sam Schmidt Motorsports          | 11 | P.J. Abbott       | Tan Rio / Millennium Airparts                                                                      | Reed in Texas en California                                                                  |
| Sam Schmidt Motorsports          | 11 | Rocco DeSimone    | | Reed alleen in Watkins Glen                                                                  |
| Sam Schmidt Motorsports          | 19 | Chris Festa       | SpacePak / CareCentric / Lockformer / Western Union                                                |                                                                                              |
| Brian Stewart Racing             | 3  | Al Unser III      | | Reed alleen de eerste vier races                                                             |
| Brian Stewart Racing             | 3  | Arie Luyendyk jr. | Mobley Special / Firestone Special / Karcher Pressure Washer                                       | Reed in Texas en de Indianapolis G.P. en in Nashville, Milwaukee, Kentucky en Pikes Peak     |
| Brian Stewart Racing             | 3  | Bobby Wilson      | Multimatic                                                                                         | Reed de laatste vier races                                                                   |
| Brian Stewart Racing             | 33 | Wade Cunningham   | Team New Zealand / Visit New Zealand / New Zealand Auto Club / Motorsport New Zealand / Multimatic |                                                                                              |
| Roth Racing                      | 4  | Marthy Roth       | |                                                                                              |
| AFS Racing                       | 5  | Arie Luyendyk jr. | Automatic Fire Sprinklers, Inc.                                                                    | Reed in Phoenix en St. Petersburg                                                            |
| AFS Racing                       | 25 | Arie Luyendyk jr. | Automatic Fire Sprinklers, Inc.                                                                    | Reed alleen in California                                                                    |
| AFS Racing                       | 27 | G.J. Mennen jr.   | Automatic Fire Sprinklers, Inc.                                                                    | Reed alleen in Phoenix                                                                       |
| AFS Racing                       | 27 | Rocky Moran jr.   | Automatic Fire Sprinklers, Inc.                                                                    | Reed alleen in Indianapolis                                                                  |
| AFS Racing                       | 27 | Geoff Dodge       | Automatic Fire Sprinklers, Inc.                                                                    | Reed alleen in California                                                                    |
| Racing Professionals             | 6  | Jon Herb          | Aercon                                                                                             |                                                                                              |
| Vision Racing                    | 9  | Ed Carpenter      | | Reed alleen de Indianapolis G.P.                                                             |
| Vision Racing                    | 9  | Nick Bussell      | 500 Express                                                                                        | Reed de laatste acht races                                                                   |
| Vision Racing                    | 20 | Jay Drake         | | Reed alleen niet in Watkins Glen                                                             |
| Vision Racing                    | 20 | Philip Giebler    | | Reed alleen in Watkins Glen                                                                  |
| JL West Motorsports              | 21 | Nick Bussell      | | Reed de eerste zes races                                                                     |
| Dave McMillan Racing             | 22 | Scott Mansell     | Zig-Zag                                                                                            | Reed in Sonoma en Watkins Glen                                                               |
| Bullet-Team Motorsports          | 23 | Taylor Fletcher   | World Vision                                                                                       | Reed in Indianapolis en California                                                           |
| Kenn Hardley Racing              | 24 | Jeff Simmons      | Team ISI                                                                                           |                                                                                              |
| Kenn Hardley Racing              | 42 | Mishael Abbott    | | Reed alleen in Homestead                                                                     |
| Kenn Hardley Racing              | 42 | German Quiroga    | Unico Competition                                                                                  | Reed alleen in Indianapolis                                                                  |
| Kenn Hardley Racing              | 42 | Tom Wood          | Team ISI                                                                                           | Reed in Nashville en Pikes Peak                                                              |
| Andretti Green Racing            | 26 | Marco Andretti    | Vonage                                                                                             | Reed in St. Petersburg, Indianapolis, de Indianapolis G.P., Kentucky, Sonoma en Watkins Glen |
| Genoa Racing                     | 36 | P.J. Chesson      | | Reed de eerste drie races                                                                    |
| Genoa Racing                     | 36 | Imran Husain      | | Reed alleen in Indianapolis                                                                  |
| Genoa Racing                     | 36 | Larry Connor      | The Connor Group                                                                                   | Reed de Indianapolis G.P. en in Watkins Glen                                                 |
| American Revolution Racing       | 77 | Cole Carter       | | Reed alleen in Indianapolis                                                                  |
| Hemelgarn 91 Johnson Motorsports | 91 | Mishael Abbott    | | Reed in Phoenix, Indianapolis en in de Indianapolis G.P.                                     |
| Hemelgarn 91 Johnson Motorsports | 91 | Jerry Coon jr.    | | Reed alleen in Nashville                                                                     |

## Races
| Race | Datum        | Race Naam                 | Circuit                          | Locatie            |
| ---- | ------------ | ------------------------- | -------------------------------- | ------------------ |
| 1    | 6 Maart      | Miami 100                 | Homestead-Miami Speedway         | Homestead, FL      |
| 2    | 19 Maart     | Phoenix 100               | Phoenix International Raceway    | Phoenix, AZ        |
| 3    | 3 April      | Grand Prix St. Petersburg | Stratencircuit Saint Petersburg  | St. Petersburg, FL |
| 4    | 27 Mei       | Futaba Freedom 100        | Indianapolis Motor Speedway      | Speedway, IN       |
| 5    | 11 Juni      | Firestone 100             | Texas Motor Speedway             | Fort Worth, TX     |
| 6    | 18 Juni      | Liberty Challenge         | Indianapolis Motor Speedway      | Speedway, IN       |
| 7    | 16 Juli      | Cleanevent 100            | Nashville Superspeedway          | Wilson County, TN  |
| 8    | 24 Juli      | Milwaukee 100             | Milwaukee Mile                   | West Allis, WI     |
| 9    | 13 Augustus  | Bluegrass 100             | Kentucky Speedway                | Sparta, KY         |
| 10   | 21 Augustus  | Pikes Peak 100            | Pikes Peak International Raceway | Fountain, CO       |
| 11   | 28 Augustus  | Sonoma 100                | Infineon Raceway                 | Sonoma, CA         |
| 12   | 11 September | Chicagoland 100           | Chicagoland Speedway             | Joliet, IL         |
| 13   | 25 September | Corning 100               | Watkins Glen International       | Watkins Glen, NY   |
| 14   | 16 Oktober   | California 100            | California Speedway              | Fontana, CA        |

## Race resultaten
| Race | Race Naam         | Pole positie    | Snelste ronde   | Meeste ronden aan de leiding | Winnende rijder | Winnende team           |
| ---- | ----------------- | --------------- | --------------- | ---------------------------- | --------------- | ----------------------- |
| 1    | Homestead         | Travis Gregg    | Travis Gregg    | Travis Gregg                 | Travis Gregg    | Sam Schmidt Motorsports |
| 2    | Phoenix           | Travis Gregg    | Jon Herb        | Jon Herb                     | Jon Herb        | Racing Professionals    |
| 3    | Saint Petersburg  | Marco Andretti  | Marco Andretti  | Marco Andretti               | Marco Andretti  | Andretti Green Racing   |
| 4    | Indianapolis      | Jaime Camara    | Jaime Camara    | Jaime Camara                 | Jaime Camara    | Sam Schmidt Motorsports |
| 5    | Texas             | Travis Gregg    | Travis Gregg    | Travis Gregg                 | Travis Gregg    | Sam Schmidt Motorsports |
| 6    | Indianapolis G.P. | Marco Andretti  | Marco Andretti  | Marco Andretti               | Marco Andretti  | Andretti Green Racing   |
| 7    | Nashville         | Jaime Camara    | Jaime Camara    | Jaime Camara                 | Jaime Camara    | Sam Schmidt Motorsports |
| 8    | Milwaukee         | Jaime Camara    |                 | Wade Cunningham              | Jeff Simmons    | Kenn Hardley Racing     |
| 9    | Kentucky          | Travis Gregg    | Travis Gregg    | Travis Gregg                 | Travis Gregg    | Sam Schmidt Motorsports |
| 10   | Pikes Peak        | Travis Gregg    | Jeff Simmons    | Jeff Simmons                 | Jeff Simmons    | Kenn Hardley Racing     |
| 11   | Infineon          | Marco Andretti  | Marco Andretti  | Marco Andretti               | Marco Andretti  | Andretti Green Racing   |
| 12   | Chicagoland       | Sarah McCune    | Jeff Simmons    | Jeff Simmons                 | Jeff Simmons    | Kenn Hardley Racing     |
| 13   | Watkins Glen      | Wade Cunningham |                 | Marco Andretti               | Jeff Simmons    | Kenn Hardley Racing     |
| 14   | California        | Travis Gregg    | Wade Cunningham | Wade Cunningham              | Wade Cunningham | Brian Stewart Racing    |

## Uitslagen
| Pos | Rijder            | HMS | PHX | STP | INDY | TXS | INGP | NSH | MIL | KTY | PIK | SNM | CHI | WGL | FON | Punten |
| --- | ----------------- | --- | --- | --- | ---- | --- | ---- | --- | --- | --- | --- | --- | --- | --- | --- | ------ |
| 1   | Wade Cunningham   | 4   | 3   | 2   | 2    | 2   | 2    | 4   | 2   | 2*  | 5   | 2   | 10  | 3   | 1*  | 504    |
| 2   | Jeff Simmons      | 9   | 12  | 12  | 7    | 8   | 13   | 2   | 1   | 5   | 1*  | 3   | 1*  | 1   | 2   | 474    |
| 3   | Travis Gregg      | 1*  | 6   | 6   | 6    | 1*  | 7    | 10  | 8   | 1*  | 3   | 6   | 5   | 12  | 3   | 462    |
| 4   | Nick Bussel       | 6   | 5   | 3   | 15   | 5   | 4    | 5   | 3   | 6   | 2   | 4   | 3   | 5   | 5   | 430    |
| 5   | Jaime Camara      | 2   | 11  | 13  | 1*   | 9   | 5    | 1*  | 5   | 8   | 9   | 12  | 6   | 7   | 10  | 403    |
| 6   | Chris Festa       | 10  | 2   | 8   | 8    | 3   | 3    | 7   | 10  | 9   | 6   | 5   | 11  | 4   | 4   | 387    |
| 7   | Jon Herb          | 3   | 1*  | 11  | 13   | 7   | 9    | 6   | 4   | 11  | 11  | 9   | 4   | 11  | 9   | 364    |
| 8   | Marty Roth        | 7   | 10  | 9   | 5    | 6   | 8    | 11  | 9   | 7   | 7   | 7   | 2   | 10  | 7   | 355    |
| 9   | Jay Drake         | 5   | 13  | 10  | 3    | 4   | 10   | 3   | 6   | 4   | 8   | 8   | 7   |     | 12  | 341    |
| 10  | Marco Andretti    |     |     | 1*  | 16   |     | 1*   |     |     | 3   |     | 1*  |     | 2*  |     | 250    |
| 11  | Arie Luyendyk jr. |     | 4   | 5   |      | 10  | 6    | 8   | 7   | 10  | 10  |     |     |     | 6   | 228    |
| 12  | Al Unser III      | 12  | 8   | 4   | 4    |     |      |     |     |     |     |     |     |     |     | 106    |
| 13  | Mishael Abbott    | 8   | 9   |     | 11   |     | 12   |     |     |     |     |     |     |     |     | 83     |
| 14  | Bobby Wilson      |     |     |     |      |     |      |     |     |     |     | 11  | 8   | 9   | DNS | 82     |
| 15  | Scott Mayer       |     | 9   |     |      |     |      |     | 11  |     |     | DNS | DNS |     |     | 80     |
| 16  | Tom Wood          |     |     |     | 12   |     |      | 12  |     |     | 4   |     |     |     |     | 68     |
| 17  | P.J. Chesson      | 11  | 14  | 7   |      |     |      |     |     |     |     |     |     |     |     | 61     |
| 18  | P.J. Abbott       |     |     |     |      | 11  |      |     |     |     |     |     |     |     | 8   | 43     |
| 19  | Taylor Fletcher   |     |     |     | 9    |     |      |     |     |     |     |     |     |     | 11  | 41     |
| 20  | Larry Connor      |     |     |     |      |     | DNS  |     |     |     |     |     |     | 8   |     | 40     |
| 21  | Scott Mansell     |     |     |     |      |     |      |     |     |     |     | 10  |     | DNS |     | 36     |
| 22  | Philip Giebler    |     |     |     |      |     |      |     |     |     |     |     |     | 6   |     | 28     |
| 23  | Sarah McCune      |     |     |     |      |     |      |     |     |     |     |     | 9   |     |     | 23     |
| 24  | Jerry Coons jr.   |     |     |     |      |     |      | 9   |     |     |     |     |     |     |     | 22     |
| 25  | German Quiroga    |     |     |     | 10   |     |      |     |     |     |     |     |     |     |     | 20     |
| 26  | Ed Carpenter      |     |     |     |      |     | 11   |     |     |     |     |     |     |     |     | 19     |
| 27  | Rocco DeSimone    |     |     |     |      |     |      |     |     |     |     |     |     | 13  |     | 17     |
| 28  | Imran Husain      |     |     |     | 14   |     |      |     |     |     |     |     |     |     |     | 16     |
| 29  | Rocky Moran jr.   |     |     |     | 17   |     |      |     |     |     |     |     |     |     |     | 13     |
| 30  | Cole Carter       |     |     |     | 18   |     |      |     |     |     |     |     |     |     |     | 12     |
| Pos | Rijder            | HMS | PHX | STP | INDY | TXS | INGP | NSH | MIL | KTY | PIK | SNM | CHI | WGL | FON | Punten |

| Kleur       | Resultaat                       |
| ----------- | ------------------------------- |
| Goud        | Winnaar                         |
| Zilver      | 2de plaats                      |
| Brons       | 3de plaats                      |
| Groen       | 4de en 5de plaats               |
| Lichtblauw  | 6de–10de plaats                 |
| Donkerblauw | Gefinisht (buiten de Top 10)    |
| Paars       | Niet gefinisht                  |
| Rood        | Niet gekwalificeerd (DNQ)       |
| Bruin       | Teruggetrokken (Wth)            |
| Zwart       | Gediskwalificeerd (DSQ)         |
| Wit         | Niet Gestart (DNS)              |
| Blank       | Nam geen deel aan de race (DNP) |
| Blank       | Niet geracet                    |

| Toegevoegde info    |                                                      |
| vet                 | Pole positie (1 punt)                                |
| cursief             | Snelste ronde                                        |
| *                   | Meeste ronden aan de leiding (2 punten)              |
| 1                   | Kwalificatie geannuleerd geen bonuspunten uitgedeeld |
| Rookie van het Jaar |                                                      |
| Rookie              |                                                      |

| Kleur       | Resultaat                       |
| ----------- | ------------------------------- |
| Goud        | Winnaar                         |
| Zilver      | 2de plaats                      |
| Brons       | 3de plaats                      |
| Groen       | 4de en 5de plaats               |
| Lichtblauw  | 6de–10de plaats                 |
| Donkerblauw | Gefinisht (buiten de Top 10)    |
| Paars       | Niet gefinisht                  |
| Rood        | Niet gekwalificeerd (DNQ)       |
| Bruin       | Teruggetrokken (Wth)            |
| Zwart       | Gediskwalificeerd (DSQ)         |
| Wit         | Niet Gestart (DNS)              |
| Blank       | Nam geen deel aan de race (DNP) |
| Blank       | Niet geracet                    |

| Toegevoegde info    |                                                      |
| vet                 | Pole positie (1 punt)                                |
| cursief             | Snelste ronde                                        |
| *                   | Meeste ronden aan de leiding (2 punten)              |
| 1                   | Kwalificatie geannuleerd geen bonuspunten uitgedeeld |
| Rookie van het Jaar |                                                      |
| Rookie              |                                                      |

| Positie | 1  | 2  | 3  | 4  | 5  | 6  | 7  | 8  | 9  | 10 | 11 | 12 | 13 | 14 | 15 | 16 | 17 | 18 | 19 | 20 | 21 | 22 | 23 | 24 | 25 | 26 | 27 | 28 | 29 | 30 | 31 | 32 | 33 |
| ------- | -- | -- | -- | -- | -- | -- | -- | -- | -- | -- | -- | -- | -- | -- | -- | -- | -- | -- | -- | -- | -- | -- | -- | -- | -- | -- | -- | -- | -- | -- | -- | -- | -- |
| Punten  | 50 | 40 | 35 | 32 | 30 | 28 | 26 | 24 | 22 | 20 | 19 | 18 | 17 | 16 | 15 | 14 | 13 | 12 | 11 | 10 | 9  | 8  | 7  | 6  | 5  | 4  | 3  | 3  | 3  | 3  | 3  | 3  | 3  |

1986 ·
1987 ·
1988 ·
1989 ·
1990 ·
1991 ·
1992 ·
1993 ·
1994 ·
1995 ·
1996 ·
1997 · 
1998 ·
1999 ·
2000 ·
2001 ·
2002 ·
2003 ·
2004 ·
2005 ·
2006 ·
2007 ·
2008 ·
2009 ·
2010 ·
2011 ·
2012 ·
2013 ·
2014 ·
2015 ·
2016 ·
2017 ·
2018 ·
2019 ·
2020 ·
2021 ·
2022 ·
2023 ·
2024 ·
2025

Lijst van coureurs